# NGC 1017
NGC 1017 je galaksija u zviježđu Kit.

## Vanjske poveznice
- SEDS: NGC 1017